# Baré
Baré – miasto w Kamerunie, w Regionie Dalekiej Północy. Liczy około 16 tys. mieszkańców.